# لغة حورية
اللغة الحورية هي لغة حورو-أورارتية منقرضة تحدث بها الحوريون (أو الخوريون) وهم شعب دخل شمال بلاد الرافدين حوالي 2300 قبل الميلاد واختفى في الغالب بحلول عام 1000 قبل الميلاد. كانت اللغة الحورية هي لغة مملكة ميتاني في شمال بلاد الرافدين ومن المحتمل أنه تم التحدث بها في البداية على الأقل في المستوطنات الحورية في سوريا الحديثة. يُعتقد عمومًا أن المتحدثين بهذه اللغة جاءوا في الأصل من المرتفعات الأرمنية وانتشروا في جنوب شرق الأناضول وشمال بلاد الرافدين في بداية الألفية الثانية قبل الميلاد.

## تصنيف اللغة
ترتبط اللغة الحورية ارتباطًا وثيقًا باللغة الأورارتية، وهي لغة مملكة أورارتو القديمة. يشكلون معًا عائلة اللغات الحورو-أورارتية الاتصالات الخارجية للغات Hurro-Urartian متنازع عليها. توجد مقترحات مختلفة لعلاقة وراثية مع عائلات اللغات الأخرى (مثل لغات شمال شرق القوقاز أو اللغات الهندوأوروبية أو اللغات الكارتفيلية (لغات جورجيا) ، كما تم التكهن بأنها مرتبطة ب«اللغات الصينية القوقازية». ومع ذلك، لم يتم قبول أي من هذه المقترحات بشكل عام من قبل العلماء.